# أريفو (شركة)
كانت أريفو شركة ناشئة في لوس أنجلوس ، كاليفورنيا قامت بتطوير السكك الحديدية المغناطيسية. حاولت أريفو في البداية الدخول في مجال الهايبرلوب، لكنها تخلت عن هذا النهج في نوفمبر 2017 لصالح تقنيات النقل الراسخة.
في نوفمبر 2017، اقترحت أريفو خطة لنظام مغناطيسي بسرعة 322 كم/ساعة في كولورادو لنقل السيارات من وإلى مطار دنفر الدولي.
في 14 ديسمبر 2018، ورد أن أريفو أغلقت بسبب عدم القدرة على تأمين تمويل من الفئة أ.

## التاريخ
تأسست أريفو في عام 2016، بعد رحيل حاد لمعظم فريق إدارة أريفو من شركة هايبرلوب ون (المعروفة حالياً بـ فيرجين هايبرلوب). تمت تسوية الدعوى الناتجة. وصف تطبيق العلامة التجارية للشركة مهمتها على النحو التالي: «الاستشارات المالية والخدمات الاستشارية، وهي تقديم تحليل خبير للمشروع في مجال النقل».
في مقابلة أجريت في يونيو 2017، أفاد المؤسس بام بروغان أن الشركة لديها عشرين موظفًا. قبل ثلاثة أشهر من انهاء مشروع تطوير الهايبرلوب، ذكرت صحيفة يو إس إيه توداي أن أريفو واحدة من أكبر ثلاثة متنافسين في مجال الهايبرلوب.

## مشروع كولورادو ماجليف
وافقت أريفو على استئجار مكاتب في ساحة رسوم غير مستخدمة على E-470 في كوميرس سيتي، كولورادو، بهدف توظيف أربعين مهندسًا. كانت المرحلة الثانية هي إقامة مسار اختبار مغناطيسي بطول نصف ميل، ولكن ليس الأنبوب المفرغ من الهواء الذي كان جزءًا كبيرًا من اقتراح إيلون ماسك الأصلي للهايبرلوب.  عرضت الولاية 760 ألف دولار في شكل حوافز ضريبية لإغراء أريفو. في مؤتمر صحفي، وصف بروغان بام بروغان نظامًا من شأنه أن ينقل السيارات من وسط مدينة دنفر إلى المطار بنفس سعر الرسوم على طريق المطار السريع بينا. قال، سيكون لها فترة استرداد مدتها عشر سنوات. خططت الشركة لبدء التخطيط لوضع حجر الأساس في المحطة التجارية الأولى، من أورورا إلى المطار، في عام 2019، مع افتتاحها في عام 2021.

## التكنولوجيا
وصفت الشركة مزلج السيارات؛ من المحتمل أن تكون العناصر الأخرى للتكنولوجيا باستثناء الأنبوب المفرغ ومن المحتمل أن تكون مشابهة لماجليف.
.[بحاجة لمصدر]
في مارس 2017، ادعت الشركة أنه يمكن أن يكون لديها هايبرلوب تشغيلي في غضون ثلاث سنوات. 
في نوفمبر 2017، أعلنت الشركة أنها لم تعد تطور الأنابيب المفرغة وأنها تركز على تكنولوجيا السكك الحديدية المغناطيسية.[بحاجة لمصدر]

## التمويل
في عام 2017، قالت شركة أريفو إن لديها «تمويلًا أوليًا قائمًا، لكنها لم تكشف عن مقدار رأس المال الذي حصلت عليه أو مصدر الدعم المالي». توقع بام بروغان مشاريع مدرة للدخل في غضون ثلاث سنوات،  مع «نموذج البنية التحتية الكلاسيكي».  في يوليو 2018، أعلنت أنها تلقت ائتمانًا بقيمة مليار دولار من جينيرتيك أمريكا.

## الإدارة
المؤسس الرئيسي لـ أريفو هو بروغان بام بروغان، المؤسس السابق وكبير المهندسين في هايبرلوب ون وسبيس إكس.